# Championnat du monde de rallycross FIA 2015
Navigation
2014 2016
Le championnat du monde de rallycross FIA 2015 présenté par Monster Energy est la deuxième saison du championnat du monde de rallycross. La saison comporte treize épreuves et a démarré le 25 avril 2015 avec l'épreuve portugaise disputée à Montalegre. La saison a pris fin à San Luis, Argentine. Petter Solberg est sacré pour la deuxième fois consécutive, champion du monde en Supercar. Dans la catégorie inférieure, en RX Lites, Kevin Hansen est sacré champion du monde.

## Équipes et pilotes

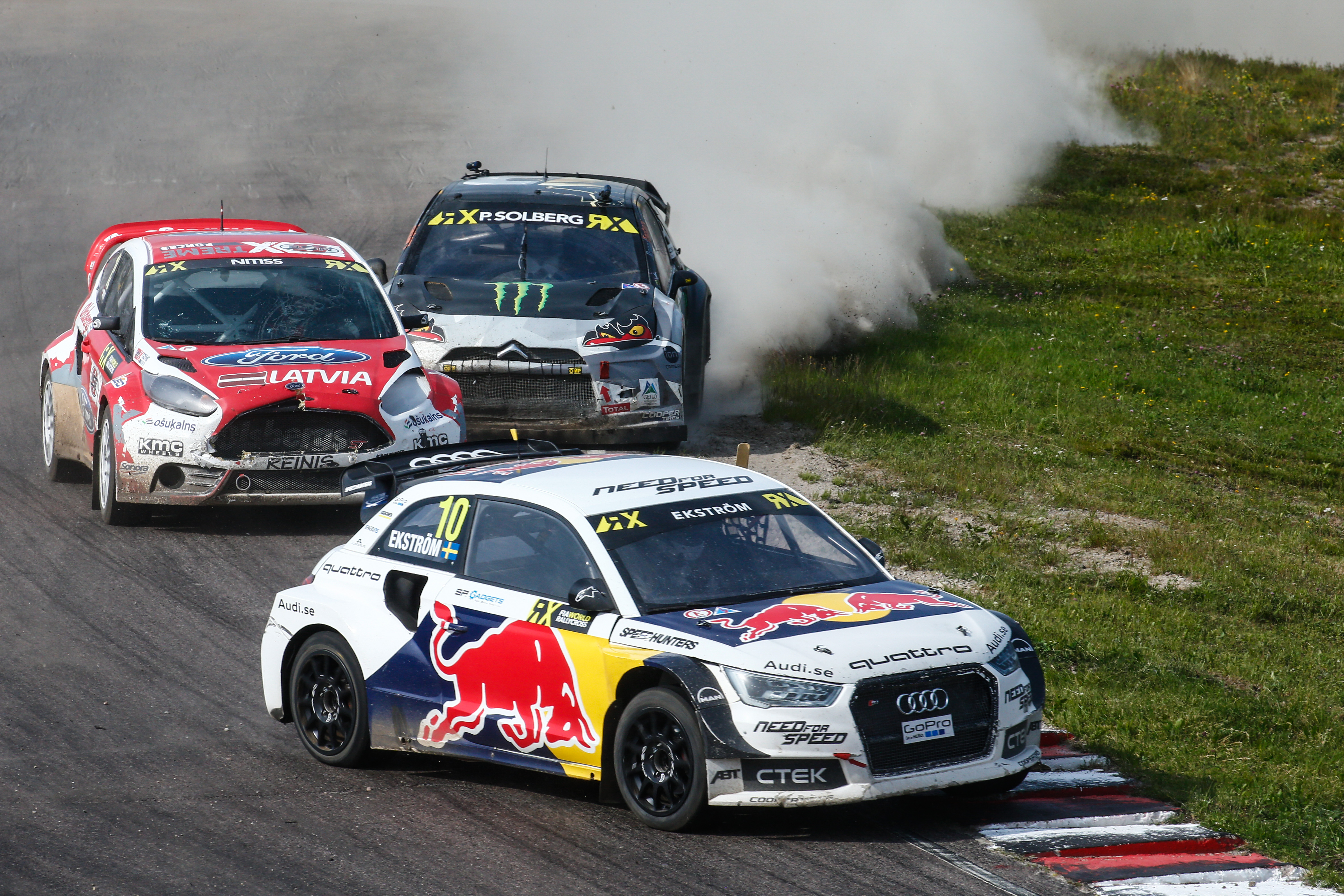
Mattias Ekström lors de l'épreuve de Suède

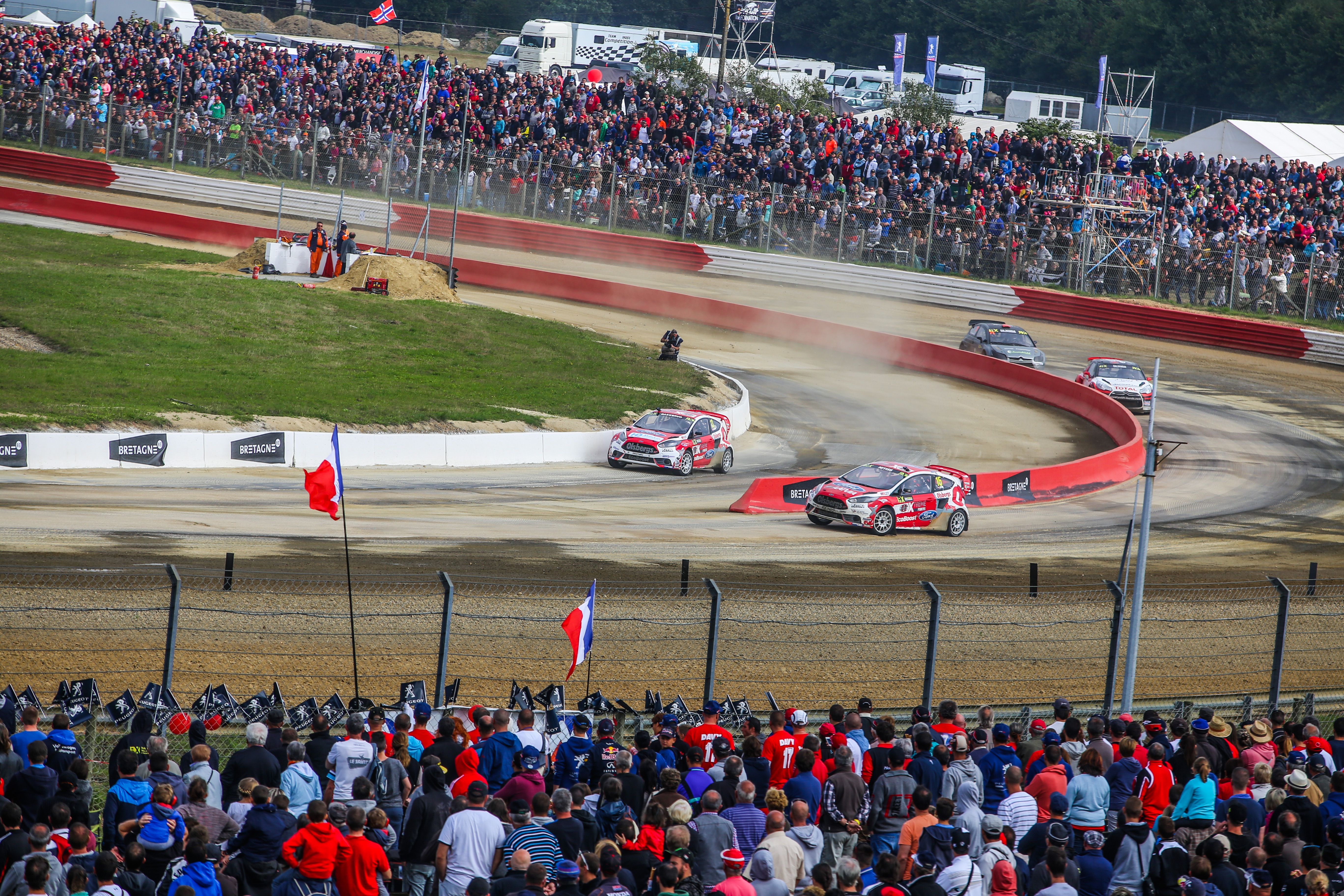
La manche française sur le Circuit de Lohéac

| Constructeur | Équipe                          | Voiture             | No. | Pilote                | Épreuve  |
| ------------ | ------------------------------- | ------------------- | --- | --------------------- | -------- |
| Audi         | Larsson Jernberg Racing Team    | Audi A1             | 4   | Robin Larsson         | 1-3      |
| Audi         | ALL-INKL.com Münnich Motorsport | Audi S3             | 55  | René Münnich          | 1-3      |
| Audi         | ALL-INKL.com Münnich Motorsport | Audi S3             | 77  | Alx Danielsson        | 1-3      |
| Audi         | EKS RX                          | Audi S1             | 10  | Mattias Ekström       | 1, 3     |
| Audi         | EKS RX                          | Audi S1             | 92  | Anton Marklund        | 1-3      |
| Audi         | EKS RX                          | Audi S1             | 5   | Edward Sandström      | 2        |
| Citroën      | SDRX                            | Citroën DS3 RX      | 1   | Petter Solberg        | 1-3      |
| Citroën      | SDRX                            | Citroën DS3 RX      | 33  | Liam Doran            | 1-3      |
| Citroën      | Compincar Racing Team           | Citroën DS3 RX      | 76  | Mario Barbosa         | 1        |
| Citroën      | Knapick                         | Citroën DS3 RX      | 84  | Hervé Knapick         | 9, 10    |
| Citroën      | Knapick                         | Citroën DS3 RX      | 64  | Nabil Karam           | 9        |
| Citroën      | Knapick                         | Citroën DS3 RX      | 79  | Christophe Jouet      | 10       |
| Citroën      | DA Racing                       | Citroën C4          | 87  | Jean-Baptiste Dubourg | 1, 3     |
| Citroën      | MEvent RX                       | Citroën C4          | 71  | Marc Labouille        | 4        |
| Ford         | Olsbergs MSE                    | Ford Fiesta ST      | 13  | Andreas Bakkerud      | 1-3      |
| Ford         | Olsbergs MSE                    | Ford Fiesta ST      | 15  | Reinis Nitišs         | 1-3      |
| Ford         | Olsbergs MSE                    | Ford Fiesta ST      | 42  | Timur Timerzyanov     | 1-3      |
| Ford         | World RX Team Austria           | Ford Fiesta ST      | 31  | Max Pucher            | 1-3      |
| Ford         | World RX Team Austria           | Ford Fiesta ST      | 7   | Manfred Stohl         | 1-3      |
| Ford         | Oliver O’Donovan                | Ford Fiesta ST      | 2   | Oliver O’Donovan      | 3        |
| Ford         | Kevin Procter                   | Ford Fiesta ST      | 50  | Kevin Procter         | 4        |
| Ford         | Julian Godfrey                  | Ford Fiesta ST      | 51  | Julian Godfrey        | 4        |
| Ford         | Koen Pauwels                    | Ford Focus          | 22  | Koen Pauwels          | 2-3      |
| Ford         | Bompiso Racing Team             | Ford Focus          | 41  | Joaquim Santos        | 1        |
| Ford         | François Duval                  | Ford Focus          | 67  | François Duval        | 3        |
| Hyundai      | Frode Holte Motorsport          | Hyundai i20         | 14  | Frode Holte           | 3        |
| Mini         | JRM Racing                      | Mini Countryman RX  | 39  | Danny Way             | 2        |
| Mini         | JRM Racing                      | Mini Countryman RX  | 40  | Dave Mirra            | 2        |
| Mini         | JRM Racing                      | Mini Countryman RX  | 37  | Guy Wilks             | 4        |
| Mini         | ST Motorsport Oy                | Mini Countryman RX  | 12  | Riku Tahko            | 3        |
| Peugeot      | Team Peugeot-Hansen             | Peugeot 208 WRX     | 17  | Timmy Hansen          | 1-3      |
| Peugeot      | Team Peugeot-Hansen             | Peugeot 208 WRX     | 21  | Davy Jeanney          | 1-3      |
| Peugeot      | Team Peugeot-Hansen             | Peugeot 208 WRX     | 177 | Andrew Jordan         | 4        |
| Peugeot      | Hansen Talent Development       | Peugeot 208 WRX     | 199 | Jānis Baumanis        | 4, 8, 11 |
| Peugeot      | Pailler Compétition             | Peugeot 208         | 18  | Jonathan Pailler      | 3        |
| Peugeot      | Pailler Compétition             | Peugeot 208         | 20  | Fabien Pailler        | 3        |
| Peugeot      | Albatec Racing                  | Peugeot 208         | 27  | James Grint           | 3        |
| Peugeot      | Albatec Racing                  | Peugeot 208         | 74  | Jérôme Grosset-Janin  | 3        |
| Peugeot      | Albatec Racing                  | Peugeot 208         | 81  | David Binks           | 4        |
| Peugeot      | Albatec Racing                  | Peugeot 208         | 26  | Andy Scott            | 4        |
| Saab         | Eklund Motorsport               | Saab 93 Aero        | 60  | Joni-Pekka Rajala     | 3        |
| Saab         | Eklund Motorsport               | Saab 93 Aero        | TBA | Henning Solberg       | TBA      |
| Škoda        | Peter Hedström                  | Škoda Fabia         | 8   | Peter Hedström        | 3        |
| Škoda        | Racing-Com                      | Škoda Fabia         | 102 | Tamas Karai           | 3        |
| Volkswagen   | Marklund Motorsport             | Volkswagen Polo     | 57  | Toomas Heikkinen      | 1-3      |
| Volkswagen   | Marklund Motorsport             | Volkswagen Polo     | 45  | Per-Gunnar Andersson  | 1-3      |
| Volkswagen   | Marklund Motorsport             | Volkswagen Polo     | 34  | Tanner Foust          | 2        |
| Volkswagen   | HTB Racing-Marklund Motorsport  | Volkswagen Polo     | 24  | Tommy Rustad          | 3        |
| Volkswagen   | Volkswagen Team Sweden          | Volkswagen Polo     | 3   | Johan Kristoffersson  | 1-3      |
| Volkswagen   | Volkswagen Team Sweden          | Volkswagen Polo     | 99  | Tord Linnerud         | 1-3      |
| Volkswagen   | Volkswagen Team Sweden          | Volkswagen Polo     | 52  | Ole Christian Veiby   | 3        |
| Volkswagen   | RamonaRX                        | Volkswagen Scirocco | 47  | Ramona Karlsson       | 3        |
| Volkswagen   | Ronny Scheveneels               | Volkswagen Scirocco | 68  | Ronny Scheveneels     | 3        |
| Volvo        | CircleX                         | Volvo C30           | 32  | Ole-Kristian Nottveit | 3-4      |
| Volvo        | CircleX                         | Volvo C30           | 91  | Guttorm Lindefjell    | 4        |

| Key                | Key |
| ------------------ | --- |
| Pilote régulier    |     |
| Pilote occasionnel |     |

## Calendrier
| Round | Epreuve                   | Circuit                            | Dates             | Vainqueur en finale  | Équipe                       |
| ----- | ------------------------- | ---------------------------------- | ----------------- | -------------------- | ---------------------------- |
| 1     | World RX of Portugal      | Pista Automóvel de Montalegre      | 25 – 26 avril     | Johan Kristoffersson | Volkswagen Team Sweden       |
| 2     | World RX of Hockenheim    | Hockenheimring                     | 1 – 3 mai         | Petter Solberg       | SDRX                         |
| 3     | World RX of Belgium       | Circuit Jules Tacheny (en)         | 16 – 17 mai       | Toomas Heikkinen     | Marklund Motorsport (en)     |
| 4     | World RX of Great Britain | Lydden Hill (en)                   | 21 – 24 mai       | Petter Solberg       | SDRX                         |
| 5     | World RX of Germany       | Estering                           | 20 – 21 juin      | Davy Jeanney         | Team Peugeot-Hansen          |
| 6     | World RX of Sweden        | Höljesbanan                        | 4 – 5 juillet     | Mattias Ekström      | EKS RX                       |
| 7     | World RX of Canada        | Circuit Trois-Rivières             | 7 – 8 août        | Davy Jeanney         | Team Peugeot-Hansen          |
| 8     | World RX of Norway        | Lånkebanen                         | 22 – 23 août      | Timmy Hansen         | Team Peugeot-Hansen          |
| 9     | World RX of France        | Circuit de Lohéac                  | 5 – 6 septembre   | Timmy Hansen         | Team Peugeot-Hansen          |
| 10    | World RX of Spain         | Circuit de Barcelona-Catalunya     | 19 – 20 septembre | Petter Solberg       | SDRX                         |
| 11    | World RX of Turkey        | Istanbul Park                      | 3 – 4 octobre     | Timmy Hansen         | Team Peugeot-Hansen          |
| 12    | World RX of Italy         | Franciacorta International Circuit | 17 – 18 octobre   | Andreas Bakkerud     | Ford OlsbergsMSE             |
| 13    | World RX of Argentina     | Autodromo Rosendo Hernandez        | 28 – 29 novembre  | Robin Larsson        | Larsson Jernberg Racing Team |

- Épreuve du FIA ERX  Supercar
- Épreuve du FIA ERX TouringCar et Super1600

## Classement général

### Attribution des points
| Système de points | Position | Position | Position | Position | Position | Position | Position | Position | Position | Position | Position | Position | Position | Position | Position | Position |
| Système de points | 1er      | 2e       | 3e       | 4e       | 5e       | 6e       | 7e       | 8e       | 9e       | 10e      | 11e      | 12e      | 13e      | 14e      | 15e      | 16e      |
| ----------------- | -------- | -------- | -------- | -------- | -------- | -------- | -------- | -------- | -------- | -------- | -------- | -------- | -------- | -------- | -------- | -------- |
| Séries            | 16       | 15       | 14       | 13       | 12       | 11       | 10       | 9        | 8        | 7        | 6        | 5        | 4        | 3        | 2        | 1        |
| Demi-finales      | 6        | 5        | 4        | 3        | 2        | 1        |          |          |          |          |          |          |          |          |          |          |
| Finale            | 8        | 5        | 4        | 3        | 2        | 1        |          |          |          |          |          |          |          |          |          |          |

### Championnat pilotes
| Pos. | Pilote                | POR | HOC | BEL | GBR | GER | SWE | CAN | NOR | FRA | ESP | TUR | ITA | ARG | Points |
| ---- | --------------------- | --- | --- | --- | --- | --- | --- | --- | --- | --- | --- | --- | --- | --- | ------ |
| 1    | Petter Solberg        | 2   | 1   | 2   | 1   | 2   | 6   | 8   | 7   | 2   | 1   | 8   | 3   | 3   | 301    |
| 2    | Timmy Hansen          | 3   | 3   | 8   | 8   | 3   | 2   | 7   | 1   | 1   | 3   | 1   | 7   | 6   | 275    |
| 3    | Johan Kristoffersson  | 1   | 8   | 7   | 3   | 4   | 7   | 11  | 9   | 4   | 2   | 3   | 2   | 13  | 232    |
| 4    | Andreas Bakkerud      | 4   | 6   | 5   | 4   | 6   | 3   | 5   | 11  | 8   | 10  | 2   | 1   | 7   | 232    |
| 5    | Davy Jeanney          | 5   | 10  | 9   | 11  | 1   | 8   | 1   | 2   | 11  | 4   | 5   | 10  | 8   | 201    |
| 6    | Mattias Ekström       | 7   |     | 6   | 2   | 15  | 1   | 6   | 12  | 5   | 7   | 4   |     | 2   | 201    |
| 7    | Reinis Nitišs         | 11  | 2   | 3   | 5   | 7   | 5   | 9   | 10  | 16  | 8   | 7   | 9   | 14  | 167    |
| 8    | Robin Larsson         | 9   | 5   | 15  | 12  | 9   | 34  | 18  | 3   | 6   | 6   | 10  | 8   | 1   | 147    |
| 9    | Toomas Heikkinen      | 8   | 4   | 1   | 15  | 13  | 4   | 2   | 19  | 7   | 9   | 14  | 13  | 11  | 137    |
| 10   | Timur Timerzyanov     | 10  | 15  | 13  | 18  | 11  | 11  | 12  | 6   | 10  | 11  | 9   | 6   | 17  | 105    |
| 11   | Manfred Stohl         | 12  | 14  | 11  | 10  | 8   | 13  | 10  | 14  | 21  | 13  | 13  | 5   | 12  | 82     |
| 12   | Anton Marklund        | 17  | 20  | 10  | 14  | 10  | 25  | 13  | 8   | 9   | 15  | 6   | 4   | 10  | 78     |
| 13   | Per-Gunnar Andersson  | 6   | 12  | 4   | 13  | 14  | 16  |     | 5   | 13  |     | 20  | 14  |     | 70     |
| 14   | Tord Linnerud         | 16  | 11  | 12  | 9   | 5   | 21  | 20  | 15  | 18  | 12  | 11  | 11  |     | 49     |
| 15   | Tanner Foust          |     | 9   |     |     |     |     | 3   |     |     | 5   |     |     |     | 44     |
| 16   | Liam Doran            | 15  | 7   | 14  | 17  |     | 14  | 15  | 18  | 17  | 18  | 21  | 12  | 15  | 35     |
| 17   | Jean-Baptiste Dubourg | 13  |     |     |     |     | 18  |     |     | 3   |     |     |     |     | 24     |

### Championnat équipes
| Pos. | Team                            | No. | Pilotes              | Points |
| ---- | ------------------------------- | --- | -------------------- | ------ |
| 1    | Team Peugeot-Hansen             | 17  | Timmy Hansen         | 417    |
| 1    | Team Peugeot-Hansen             | 21  | Davy Jeanney         | 417    |
| 2    | Olsbergs MSE                    | 13  | Andreas Bakkerud     | 338    |
| 2    | Olsbergs MSE                    | 15  | Reinis Nitišs        | 338    |
| 3    | SDRX                            | 1   | Petter Solberg       | 281    |
| 3    | SDRX                            | 33  | Liam Doran           | 281    |
| 4    | Volkswagen Team Sweden          | 3   | Johan Kristoffersson | 241    |
| 4    | Volkswagen Team Sweden          | 99  | Tord Linnerud        | 241    |
| 5    | Marklund Motorsport             | 57  | Toomas Heikkinen     | 219    |
| 5    | Marklund Motorsport             | 45  | Per-Gunnar Andersson | 219    |
| 6    | EKS RX                          | 10  | Mattias Ekström      | 211    |
| 6    | EKS RX                          | 92  | Anton Marklund       | 211    |
| 6    | EKS RX                          | 5   | Edward Sandström     | 211    |
| 7    | World RX Team Austria           | 7   | Manfred Stohl        | 64     |
| 7    | World RX Team Austria           | 31  | Max Pucher           | 64     |
| 8    | ALL-INKL.com Münnich Motorsport | 55  | René Münnich         | 31     |
| 8    | ALL-INKL.com Münnich Motorsport | 77  | Alx Danielsson       | 31     |